# Muriceides collaris
Muriceides collaris is een zachte koraalsoort uit de familie Plexauridae. De koraalsoort komt uit het geslacht Muriceides. Muriceides collaris werd in 1910 voor het eerst wetenschappelijk beschreven door Nutting. 